# Grelo

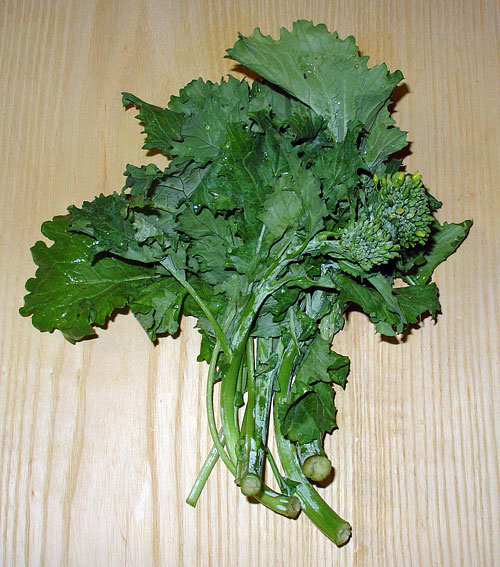
Grelo de la especie Brassica rapa, del grupo Ruvo; especie Brassica rapa L. var. rapa

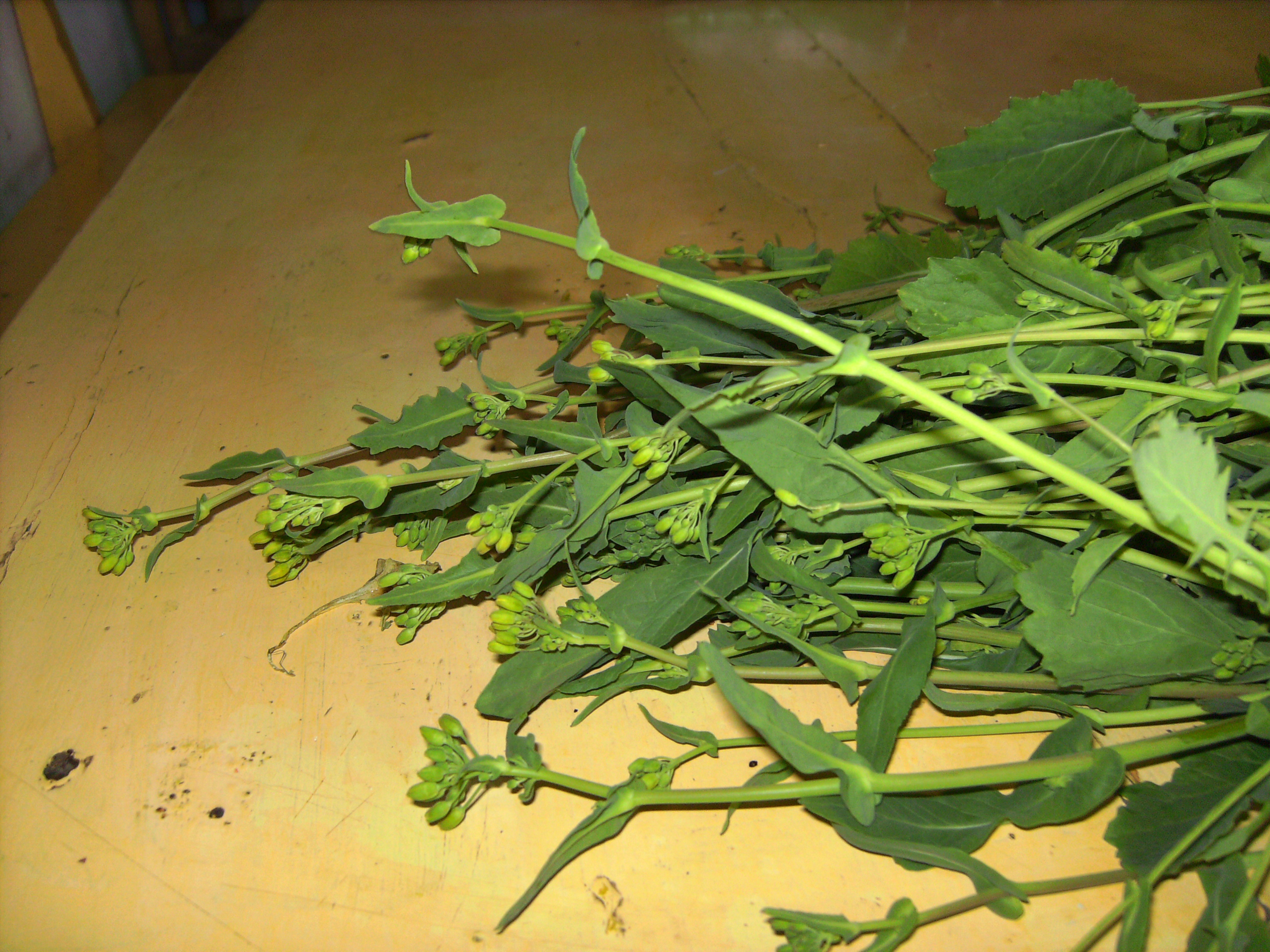
Grelo del mes de febrero, especie Brassica rapa

Los grelos (especie Brassica rapa L. var. rapa), también conocidos como rapini, comúnmente llamado en Estados Unidos como broccoli raab o broccoli rabe; también conocido en Chicago como broccoli italiano, broccoli rabe (raap o raab); broccoletti (Italia); cime di rape, o, broccoli di rape, cumbre di rapa (Roma); rapp o friarielli (en Nápoles); brocoli-rave (Francia), son una verdura muy empleada en España (Asturias y Galicia), Italia y el norte de Portugal. Una verdura casi idéntica, el kai-lan (芥兰), forma parte de la cocina china.
El grelo es el brote floral del nabo (B. rapa var. rapa), en cuyo extremo aparecen las flores. Su apariencia es la de un tallo más o menos grueso (puede alcanzar el grosor del dedo pulgar de la mano) del que salen algunas hojas y, en el extremo, las flores. Cuando la planta todavía es joven y no tiene se le llama nabiza.

## Descripción y características
Esta planta es un miembro de la familia Brassicaceae, de taxonomía difícil. Normalmente los grelos se clasifican científicamente como Brassica rapa subsp. rapa, dentro de la misma subespecie que el nabo, pero hay otras designaciones, como Brassica rapa ruvo, Brassica rapa rapifera, Brassica ruvo y Brassica campestris ruvo.
La Brassica rapa (en inglés rapini) tiene muchas hojas claveteadas que rodean racimos de brotes verdes. Posee flores amarillas comestibles y puede florecer entre los cogollos.
El sabor de los grelos se ha descrito como de sabor muy agradable, ligeramente amargo y picante, próximo al de la nuez. El grelo es una fuente de vitaminas A, C, y K, así como de potasio, calcio y hierro.
El grelo es comestible mientras está tierno. Cuando la flor está desarrollada el grelo se endurece y ya no es posible su consumo, pues no ablanda nunca por mucho que se cueza. Un buen sistema para saber si el grelo es blando o no, consiste en darle un corte transversal en su extremo. Si el centro está muy blanco (blanco nieve) el grelo no es comestible a causa de su dureza.

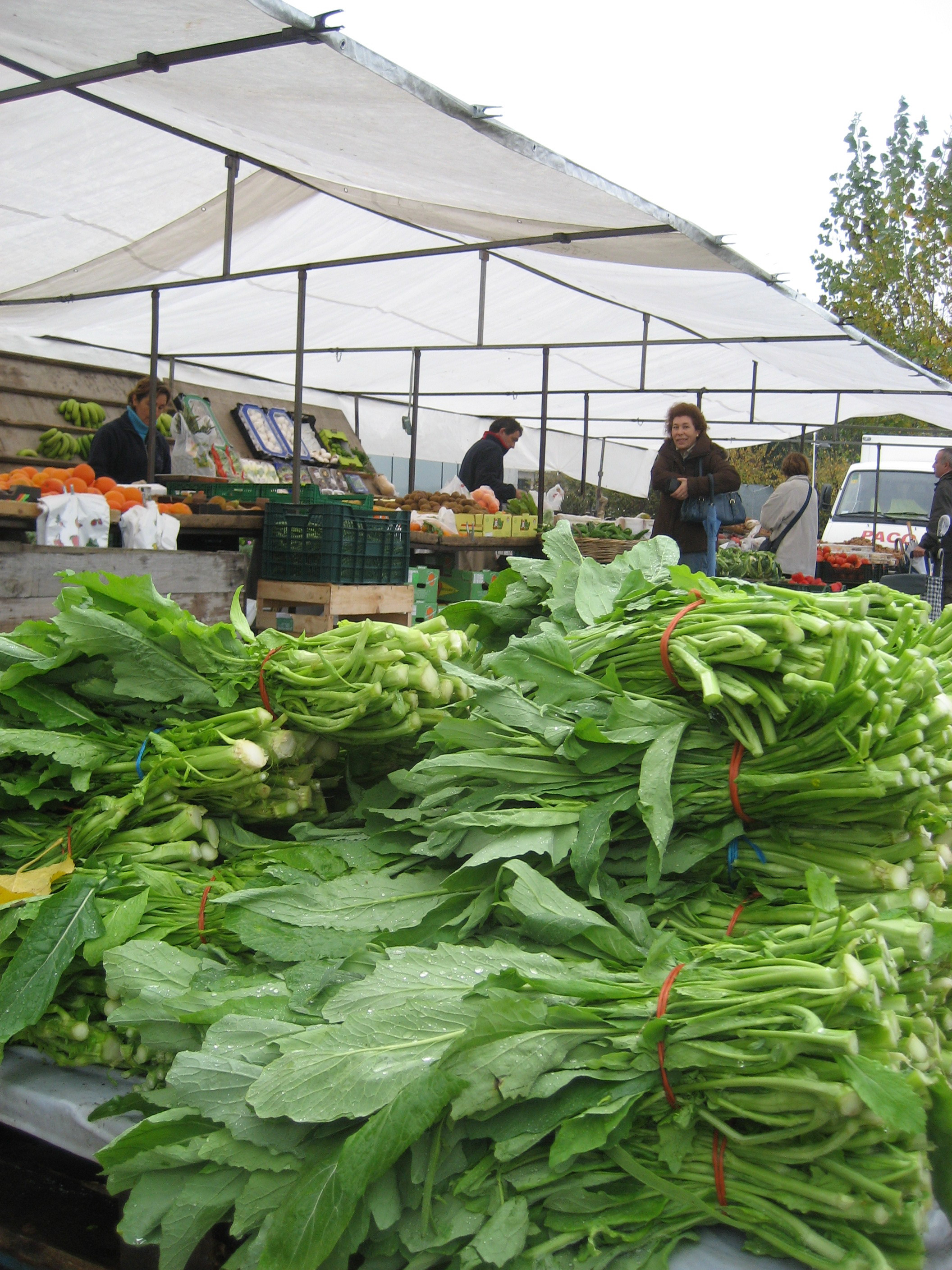
Nabizas, hojas tiernas de Brassica rapa, en un mercado de Galicia

Las hojas jóvenes de la Brassica rapa, llamadas nabizas, se utilizan en la cocina de muchos países, son los mismos o variedades cercanas a los que en el sur de Europa se denominan nabos grelos.
La verdura cultivada probablemente desciende de una planta salvaje relacionada con el nabo que creció bien en China, o en la región del Mediterráneo. El nabo grelo es similar en forma a la china Brassica oleracea cultivar llamado kai-lan. Brassica rapa actualmente se cultiva en todo el mundo. El nabo grelo está disponible todo el año, pero su temporada alta en el hemisferio norte es del otoño a la primavera.

## Usos

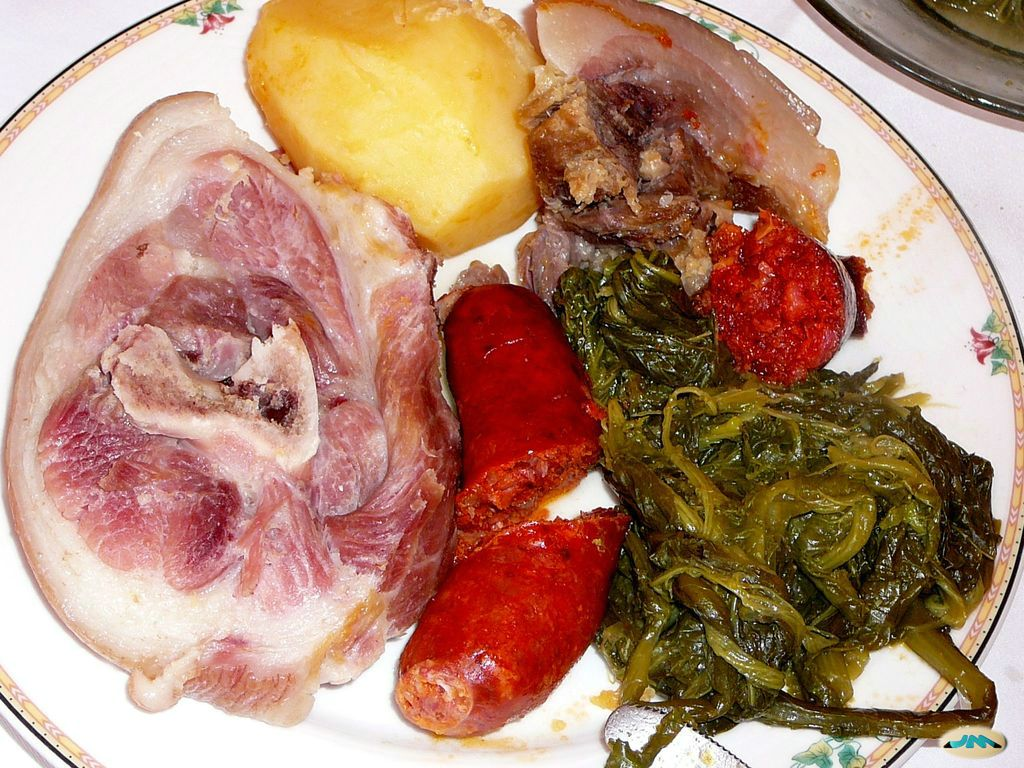
Lacón con cachelos y grelos

En España, el principal productor y consumidor de grelos es Galicia. Se emplean para cocinar el caldo gallego y otros platos típicos, como el lacón con grelos, que es propio de los Carnavales, época en que los grelos están en sazón.
Algunas personas confunden el grelo y las nabizas. Ambos productos son hojas y brotes florales del nabo, pero los grelos se recolectan en el momento inmediatamente previo a la floración, cuando aparecen las yemas (proceso conocido como "grelar" en gallego) y las nabizas son las mismas hojas antes de esa fase (a partir de octubre-noviembre).

## Arte culinario en Europa
En Europa, las hojas del nabo se consumen en Italia, Alemania, Portugal, España y Países Bajos.

### Gastronomía de España
En la parte oriental de Cantabria, con epicentro en Laredo, se cultiva para su consumo interno. Laredo, Liendo, Guriezo, y en menor medida Colindres, son los lugares productores. En estas tierras se denomina respigos. Son verdaderamente apreciados habiendo un día del Respigo en el mes de noviembre en la villa de Laredo, con degustaciones populares a precio simbólico. Su preparación más sencilla es cocido con un refrito de ajos y tacos de jamón o bacón, aunque hay multitud de recetas.
Es muy popular en la cocina gallega. Su consumo intensivo en las zonas de interior se relacionan con el bocio endémico en Galicia, hoy en día ya resuelto gracias a las campañas de concienciación y el consumo de sal yodada. El bocio es el crecimiento anómalo de la glándula tiroides y no hace muchos años era habitual ver a mujeres en las zonas rurales con el cuello hinchado como consecuencia de ello. El problema se generaba porque el consumo de grelos, y su aporte de selenio, impedía que la glándula tiroides absorbiese el poco yodo que contenía la dieta, con poco consumo de pescados frescos. Los grelos se preparan fácilmente, en platos con carne, como el lacón con grelos, en su modo más tradicional, así como en el caldo gallego, que también puede hacerse con nabizas o repollo.
Son famosos los nabos grelos de Monfero y de Santiago. En la carretera de Santiago a La Coruña es habitual ver lotes de nabizas o grelos delante de las casas de los vecinos, a la venta para las personas que circulan por dicha carretera.
En preparaciones más modernas se pueden encontrar los grelos en revueltos, con gambas u otros mariscos, o se puede preparar en diferentes empanadas como empanada de grelos y zamburiñas.[cita requerida]
También es muy popular en la cocina leonesa en las zonas limítrofes con Galicia.

### Gastronomía de Portugal
Es imprescindible en muchísimos platos de la cocina portuguesa.

### Gastronomía de Italia
Se consume sobre todo en el sur de Italia (en napolitano se llama friarielli), en particular, de Basilicata, Puglia, y de la Campania (capital Nápoles) y en Sicilia además de la cocina romana (en Roma se llama al grelo: broccolétti). 
En Umbría y otras regiones de Italia, se consumen los grelos salteados con ajo: el “ají y guanciale” puede ser un plato de acompañamiento para la porchetta, o también para la parrilla de costillas de cerdo y las salchichas y otros platos de carne de cerdo. En Italia la raíz del grelo se utiliza en gran parte de la cocina del sur, sobre todo en la provincia de Bari (en Bari se le llama al grelo: Cime di Rapa).

### Gastronomía de Alemania
En Alemania se consume el grelo, al que se le denomina Stängelkohl o Rübstiel (Brassica rapa var rapifera subvar. pabularia), tradicionalmente en Renania. El grelo es conocido además en la región del Rin y en Westfalia. Allí, los jóvenes tallos del mes de mayo son generalmente picados y cocidos al vapor y servidos con platos de carne. También es habitual un plato con puré de patatas.

### Gastronomía de los Países Bajos
Es frecuente su consumo como guarnición de los platos de carne en la gastronomía de los Países Bajos, se conoce con el nombre de Raapstelen.